# Centrale électrique de Drax
La centrale électrique de Drax est une centrale thermique à bois, anciennement à charbon située au Royaume-Uni dans le Yorkshire du Nord. Elle consomme 80 % des granulés de bois importés par le Royaume-Uni depuis les États-Unis. Avec le charbon, elle était la plus grande centrale thermique au charbon d'Europe ; elle produisait 7 % de l'électricité du pays en 2010. À partir de 2010, elle a été progressivement reconvertie à la biomasse, dont la part dans la production atteignait 75 % en 2016. En 2018, quatre des six unités étaient converties à la biomasse. Les deux unités restantes devraient être remplacées par des turbines à gaz à cycle combiné afin de remplir l'engagement du gouvernement de sortir du charbon d'ici 2025. À partir de mars 2021, la centrale n'utilise plus de charbon.

## Conception
Construite par le Central Electricity Generating Board avant sa privatisation (1991-1996) et exploitée par Drax Group, la centrale électrique de Drax a été construite en deux phases. 
La première phase (unités 1, 2 et 3) fut terminée en 1974.
Douze ans plus tard, en 1986, le deuxième stade pour les unités 4, 5 et 6. Elle est la dernière centrale au charbon construite au Royaume-Uni. Elle est constituée de 6 unités de 660 MW.

## Combustion de biomasse

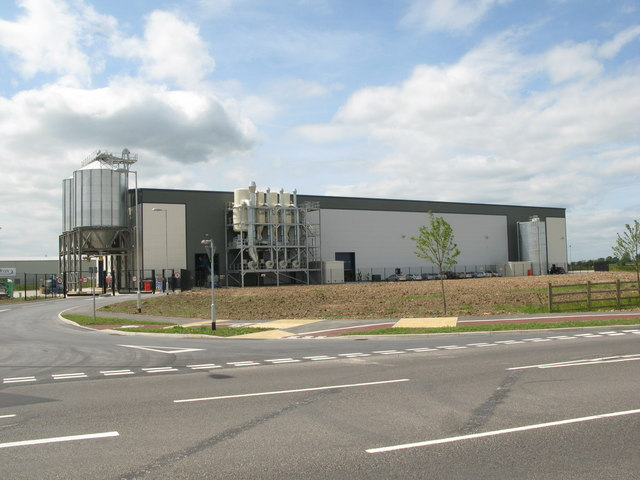
Usine de combustion de granulé de bois de Goole en 2009

En raison de sa taille et de ses émissions, la centrale électrique était jusqu'en 2010 l'une des plus polluantes du pays et le premier émetteur de CO2 d'Angleterre avec 20 millions de tonnes par an. En 2010, une de ses unités a été en partie convertie à la biomasse. Elle brûle en co-combustion du charbon avec du bois ou encore des résidus agricoles (pailles, coquilles...),.
La conversion de la centrale à la biomasse a été étendue progressivement : en 2016, trois des six unités étaient converties et la part de la biomasse dans la production de l'année atteignait 75 %. En août 2018, la quatrième unité a été convertie à la biomasse, étape majeure vers la sortie définitive du charbon en 2025. Les deux unités restantes seront remplacées par des turbines à gaz à cycle combiné de 3,6 GW ainsi que 200 MW de stockage par batteries.
La conversion de cette centrale à la biomasse est révélatrice des problèmes que pose ce type de projet : en 2018, son approvisionnement nécessite chaque année 13 millions de tonnes de bois soit, à elle seule, 120 % de la production totale de bois du Royaume-Uni. En quelques années, le Royaume-Uni a ainsi massivement augmenté ses importations de bois, notamment en provenance des États-Unis, alimentant une forte destruction des forêts naturelles de la côte Est,.
Selon le directeur général de la centrale, l'approvisionnement en bois est « responsable » : le CO2 émis par le bois brûlé est capturé par les arbres nouvellement plantés, faisant de la biomasse une énergie propre et renouvelable. En 2020, quatre des six unités utilisent des granules de bois, et un système de capture et stockage du carbone a été installé, pour réduire les émissions. Le groupe a même déclaré vouloir devenir « négatif en carbone », en retirant plus de CO2 de l'atmosphère qu'il n'en émet, d'ici 2030. Mais au début 2018, 800 scientifiques écrivent au Parlement européen pour lui enjoindre de restreindre la biomasse aux résidus et déchets pour limiter la déforestation. Selon Michael Norton, directeur du programme environnement du Conseil scientifique des académies des sciences européennes (Easac), le problème de la biomasse est qu'« il faut entre plusieurs décennies et plusieurs siècles » pour que les nouveaux arbres puissent recapturer tout le carbone libéré lors de la combustion. De plus, le bois ayant une intensité énergétique plus faible que le charbon, la somme de gaz à effet de serre relâchée est donc plus importante. D'autant plus s'il faut ajouter les émissions liées au transport, Drax important d'Amérique du Nord 80 % des 7,5 millions de tonnes de bois qu'elle brûle chaque année.
La centrale de Drax consommait 82 % des bois importés des États-Unis par le Royaume-Uni en 2014, — soit 60 % de l'ensemble des granulés exportés des États-Unis —. Drax se fournissait en biomasse à 58 % aux États-Unis et à 22 % au Canada.
Un port construit pour Drax a été achevé à Baton Rouge en Louisiane en avril 2015. Mi-2015, Drax engage Peel Ports pour construire les infrastructures d'importation de 3 millions de tonnes annuelles de biomasse au Port de Liverpool, pour un coût estimé à 100 millions de livres. Ce port est complété d'un chemin de fer,.
La compagnie d'électricité Drax annonce en février 2020 qu'elle ne produira plus d'électricité à partir du charbon en mars 2021.

## Pollution de l'air

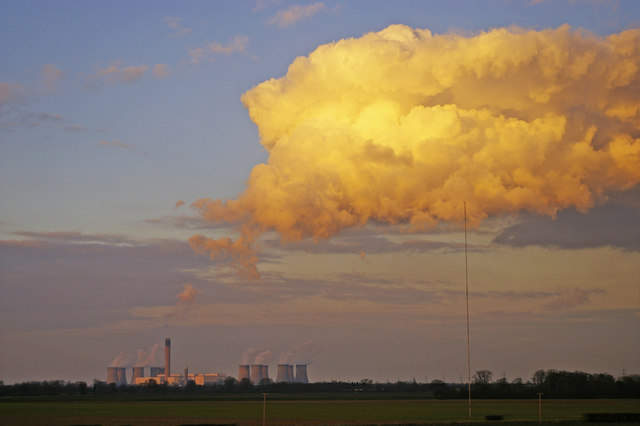
La centrale électrique de Drax était avant 2010 la plus grande émettrice de du Royaume-Uni. L'image montre un nuage de vapeur d'eau aussi émise par la centrale.

Cette centrale était en 2008 la plus grosse centrale électrique au charbon d'Europe de l’Ouest, le premier émetteur de CO2 d'Angleterre et elle était en 2008 la plus grosse source de NOx pour toute l'union européenne selon le BEE. En 2015, elle émettrait 39.000 t/an de NOx .

## Production de déchets

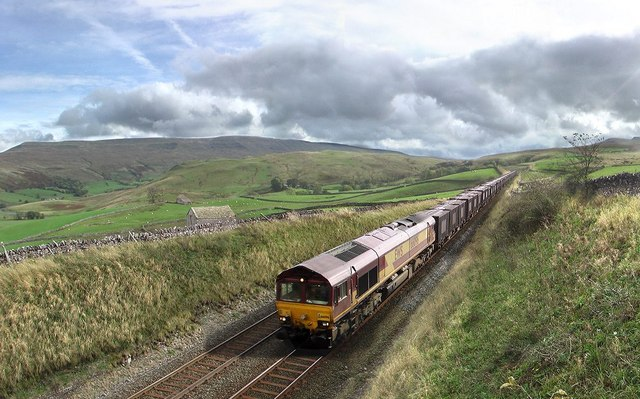
Un train de gypse en provenance de la centrale électrique et à destination de Kirkby Thore sur le chemin de fer de Settle-Carlisle.

Les deux principaux types de déchets et sous-produits de la combustion du charbon sont :
1. des résidus (poussières, fines et cendres) de combustible pulvérisé (PFA pour "Pulverised fuel ash", dont la valorisation est problématique en raison de leur teneur en composés toxiques, cancérigènes, mutagènes ou indésirables. 
Chaque année, l’usine extrait et exporte environ 1 000 000 de tonnes de PFA. Cette extraction se fait via à des cyclones et des précipitateur électrostatique (installés de 1988 à 1996). 90 % du SO2 émis par la combustion du charbon) est ainsi extrait du flux (soit 250 000 t/an de SO2) ;
2. des résidus de désulfuration/désacifification des fumées et vapeurs (ou FGD pour « Flue gas desulphurisation »). 
Ce processus nécessite 10 000 t de calcaire par semaine[16] provenant des carrières de Tunstead (dans le Derbyshire)[17]. 
Ces résidus sont valorisés sous forme de gypse synthétique (15 000 t/semaine) utilisable pour produire des plâtres spéciaux ou des plaques de plâtre.

## Valorisation des cendres et des produits de désulfuration des fumées
Au début des années 2000, la centrale réussit à valoriser (vendre ou donner) 220 000 t/an de ces déchets (toutes les poussières et 85 % des gypses sous le nom commercial de « Drax Ash Products ».
La cendre est réutilisée comme matériau par l'industrie du bâtiment, intégrée dans des produits en béton, ou dans des liants permettant de l'utiliser dans le jointoiement ou la construction routière. 
De 2005 à 2007, 1 100 000 tonnes des cendres de la centrale ont aussi été injectées comme matériau de remplissage dans quatre mines de sel désaffectées à Northwich (dans le Cheshire) pour traiter le risque d'un futur effondrement ou affaissement de la ville, à raison de 10 trains par semaine de 1 100 tonnes chacun. À la suite d'un procès (janvier 2010) des cendres ont aussi été exportées vers Waterford en Irlande par bateau (un cargo par mois, de 1 200 t de cendres) pour être intégrées dans la fabrication de matériaux de construction, évitant 480 voyages de camions par an et étant jugé plus respectueux de l'environnement. Il reste une quantité de cendres invendues, qui est transportée par trois convoyeurs (d'une capacité individuelle de 750 t/heure sur un crassier à Barlow, en stockage temporaire que l'on espère pouvoir ensuite éliminer.
Le gypse est vendu exclusivement à British Gypsum, transporté par chemin de fer aux usines situées à Kirkby Thore (Settle-Carlisle Line), East Leake (ancien Great Central Main Line) et parfois à Robertsbridge (Hastings Line). DB Schenker transporte le gypse.  
Comme pour les cendres invendues, le gypse de désulfuration invendu car de mauvaise qualité est exporté vers le crassier qui est ensuite remodelé et paysagé (travail récompensé par plusieurs prix).